# -werf
Het toponiem -werf of -werve (Duits: Warft) verwijst naar een terp (opgeworpen hoogte).  In Nederland komt het begrip vooral voor in de provincies Friesland, waar het terp of wierde genoemd wordt, en in Groningen. In Zeeland vinden we het in de variant -werve. In het Deens worden ze vaerfter genoemd. Ook op het (voormalige) eiland Marken wordt zo'n heuvel 'werf' genoemd. Recenter komt het als nieuwvorming ook elders in het Zuiderzeegebied voor, in de Wieringermeer (Wieringerwerf) en in Almere-Haven (met wijken als De wierden en De Werven)  

## Etymologie
In het Duitse Warft verschijnt een  secundaire  t-toevoeging. Oorspronkelijk en thans nog in  Oost-Friesland was het Warf, wat van het Nederlandse werkwoord werven (Duits: werben) afgeleid is, en niet van het Nederlandse werpen (Duits: werfen), zoals vaak als populaire etymologie wordt vermeld.
Etymologisch hiermee verwant is het woord werf, als in scheepswerf, een ter bescherming tegen het omringende water hoog aangelegde werkplaats. Vergelijk  werf (opslagplaats) en ook het Engels  wharf ('aanlegsteiger, kade').

## Voorbeelden
Kerkwerve, Hannekenswerve, Wieringerwerf